# Buchholz, Dithmarschen
Buchholz là một đô thị thuộc huyện Dithmarschen, trong bang Schleswig-Holstein, nước Đức. Đô thị Buchholz, Dithmarschen có diện tích 14,56 km², dân số thời điểm 31 tháng 12 năm 2006 là 1129 người.